# Luisa de Borja y Aragón
Luisa de Borja y Aragón (Gandía (Valencia), ca. 1512 - Zaragoza, 1560) fue una noble aragonesa.

## Biografía
Hermana de san Francisco de Borja, Luisa de  Borja es igualmente conocida por su religiosidad, por la que se le da el sobrenombre de la Santa Duquesa. Su fecha de nacimiento es incierta, apuntándose como probables 1512, 1516 o 1520, también se han dado 1513 y 1529.
Su infancia transcurrió en Zaragoza, cerca de su abuela materna Ana de Gurrea y de su tío Juan de Aragón, arzobispo de Zaragoza, y entre Úbeda y Sanlúcar de Barrameda, con su tía Ana de Aragón, Duquesa de Medina Sidonia.
Hacia 1540 contrajo matrimonio con Martín de Gurrea y Aragón, futuro conde de Ribagorza y duque de Villahermosa, comenzando su nueva vida en Pedrola, en el palacio hoy conocido como de los Duques de Villahermosa, y Zaragoza.
Luisa de Borja favoreció que la recién creada Compañía de Jesús se instalara en Zaragoza en 1547 y la acogió en su palacio cuando unos años después fueron expulsados de la ciudad. Entre 1554 y 1559 se ocupó de la hacienda familiar y acrecentó su patrimonio, al ausentarse su marido para acompañar a Felipe II a Inglaterra para casarse con María Tudor y a Flandes para luchar contra Enrique II en la Batalla de San Quintín (1557).
En Pedrola quedan hoy importantes vestigios de la religiosidad de la duquesa como el pasadizo que su marido hizo construir para ella entre el palacio y la iglesia, y otras obras acometidas en la iglesia parroquial, donde fue enterrada tras su muerte en Zaragoza el 4 de octubre de 1560.

## Descendencia
Luisa de Borja y Martín de Gurrea y Aragón tuvieron los siguientes hijos:
- Juan de Gurrea y Aragón, V conde de Ribagorza.
- Fernando de Gurrea y Aragón, V duque de Villahermosa.
- Martín de Gurrea y Aragón.
- Francisco de Gurrea y Aragón, VI duque de Villahermosa.
- Ana de Gurrea y Aragón, casada con Felipe Galcerán de Castro de So y Pinós, X vizconde de Ebol.
- María de Gurrea y Aragón, monja.
- Inés de Gurrea y Aragón, monja.
- Juana de Gurrea y Aragón, fallecida siendo niña.